# 约翰·阿米奇
约翰·阿米奇OBE（英語：John Ekwugha Amaechi，1970年11月26日—），为前美国NBA篮球运动员。

## 外部連結
- 官方网站